# Apoteoza Waszyngtona
Apoteoza Waszyngtona (ang. The Apotheosis of Washington) – ogromnych rozmiarów fresk pędzla włoskiego malarza Constantino Brumidiego, zdobiący kopułę rotundy budynku Kapitolu w Waszyngtonie, namalowany w 1865.
Brumidi, który przed emigracją do USA w 1852 przez trzy lata pracował w Watykanie dla papieża Grzegorza XVI oraz służył kilku arystokratom, ozdabiając pałace i wille (między innymi księciu Torlonia), większość spośród ostatnich 25 lat swego życia pracował na Kapitolu. Jako dodatek do Apoteozy Waszyngtona zaprojektował również tak zwane Korytarze Brumidiego w senackim skrzydle Kapitolu.
Malowidło znajduje się 180 stóp (około 55 metrów) ponad posadzką rotundy i zajmuje powierzchnię 4664 stóp kwadratowych (około 433 metrów kwadratowych). Postaci mają ponad 4,5 metra wysokości i są dobrze widoczne z poziomu posadzki. Brumidi malował swoje dzieło przez 11 miesięcy, w końcowym okresie wojny secesyjnej, po tym jak w 1863 budowa kopuły została ukończona. Wynagrodzenie dla artysty wyniosło 40 tysięcy dolarów.

## Opis
Fresk jest apoteozą pierwszego prezydenta Stanów Zjednoczonych i głównodowodzącego Armii Kontynentalnej podczas wojny o niepodległość Stanów Zjednoczonych, Jerzego Waszyngtona. Na fresku Waszyngton przedstawiony został w sposób alegoryczny, jako posiadający cechy boskie i wstępujący do nieba. Otoczony jest postaciami z mitologii greckiej i rzymskiej. Osoba prezydenta odziana jest w purpurowe szaty, kolor królewski, u stóp jego znajduje się łuk tęczy, po jego lewej stronie zasiada bogini Wiktoria, odziana w zieloną szatę, z trąbą w ręku, natomiast po prawej bogini Wolności, w niebieskiej szacie. W centrum malowidła znajdują się również wyobrażenia trzynastu tworzących krąg dziewic symbolizujących 13 pierwszych kolonii, które utworzyły Stany Zjednoczone.
Dokoła Jerzego Waszyngtona, bogiń oraz dziewic, umiejscowiono zewnętrzny krąg postaci tworzących 6 scen symbolizujących wartości narodowe. Patrząc poniżej wizerunku Waszyngtona zgodnie z ruchem wskazówek zegara, są to: Wojna, Nauka, Żegluga i Gospodarka Morska, Handel, Mechanika i Rolnictwo.
| Scena | Opis |
| ----- | --- |
|       | Wojna Postać bezpośrednio poniżej Waszyngtona stanowi personifikację wojny, przedstawioną pod postacią kobiety – symbolu Wolności, depczącej Tyranię oraz Władzę Królewską. Dzierży ona miecz oraz tarczę w barwach narodowych USA, odziana jest w pelerynę a na głowie ma hełm. Towarzyszy jej orzeł (bielik amerykański) niosący w szponach strzały i błyskawice, narodowy symbol USA wyobrażony również na Wielkiej Pieczęci.                             |
|       | Nauka Minerwa, rzymska bogini mądrości i rzemiosła, wyobrażona w hełmie i z włócznią wraz z generatorem elektrycznym, wytwarzającym energię gromadzoną w przedstawionych naprzeciwko prasy drukarskiej bateriach. Urządzenia te symbolizują wielkie amerykańskie wynalazki. Dokoła przedstawiono amerykańskich naukowców oraz wynalazców: Benjamina Franklina, Samuela Morse’a i Roberta Fultona. Po lewej stronie nauczyciel objaśnia wykorzystanie cyrkla. |
|       | Żegluga i Gospodarka Morska Bóg Neptun z trójzębem i koroną z wodorostów, płynie rydwanem z muszli, zaprzęgniętym w morskie konie. Wenus, zrodzona z fal bogini miłości, ochrania położony na dnie oceanu transatlantycki kabel telegraficzny. W tle znajduje się okręt pancerny wraz z dymiącymi kominami. |
|       | Handel Merkury, bóg handlu w uskrzydlonym kapeluszu oraz w sandałach i z kaduceuszem w ręku. Bóg darowuje worek złota na amerykańską rewolucję kupcowi Robertowi Morrisowi. Po lewej widać mężczyznę wiozącego skrzynki, po prawej kotwicę oraz żeglarza, wskazującego scenę morską. |
|       | Mechanika Wulkan, bóg ognia i kowalstwa, wyobrażony przy kowadle, ze stopą położoną na armacie, obok spoczywa amunicja. W tle znajduje się maszyna parowa. Mężczyzna w kuźni stanowi wyobrażenie Charlesa Thomasa, kierownika prac przy montażu stalowej konstrukcji kopuły Kapitolu. |
|       | Rolnictwo Ceres, bogini ziemi i rolnictwa przedstawiona z wieńcem pszenicznym oraz rogiem obfitości, symbolem dostatku i urodzaju, siedząca na żniwiarce McCormicka. Obok niej personifikacja Młodej Ameryki w czapce frygijskiej, trzymająca lejce koni w momencie, gdy bogini Flora zbiera na pierwszym planie kwiaty. |